# Frithjof von Hammerstein-Gesmold
Frithjof Ludwig Wilhelm Freiherr von Hammerstein-Gesmold (Halberstadt, 20. kolovoza 1870. – Hildesheim, 21. siječnja 1944.) je bio njemački general i vojni zapovjednik. Tijekom Prvog svjetskog rata zapovijedao je 146. pješačkom pukovnijom na Solunskom i Palestinskom bojištu.

## Vojna karijera
Frithjof von Hammerstein-Gesmold je rođen 20. kolovoza 1870. u Halberstadtu. Sin je Emila von Hammersteina, inače general bojnika u pruskoj vojsci, i Ingeborg Marschalck von Bachtenbrock. U prusku vojsku stupa, nakon završetka srednje škole, u ožujku 1889. služeći u 4. gardijskoj grenadirskoj pukovniji "Königin Augusta". Od 1897. pohađa Prusku vojnu akademiju koju završava 1900. godine. U prosincu 1902. promaknut je u čin poručnika, da bi potom služio kao instruktor u kadetskoj školi u Potsdamu. Čin satnika dostiže u srpnju 1905., nakon čega od ožujka 1906. zapovijeda satnijom. U siječnju 1913. raspoređen je na dužnost u 15. pješačku diviziju smještenu u Kölnu gdje obnaša dužnost pobočnika. Tijekom službe u 15. pješačkoj diviziji unaprijeđen je, u srpnju 1913., u čin bojnika. U listopadu 1913. premješten je na službu u VIII. korpus sa sjedištem stožera u Koblenzu gdje također obnaša dužnost pobočnika. Na navedenoj dužnosti nalazi se i na početku Prvog svjetskog rata.

## Prvi svjetski rat
Na početku Prvog svjetskog rata VIII. korpus u kojem je služio Hammerstein nalazio se u sastavu 4. armije kojom je na Zapadnom bojištu zapovijedao vojvoda Albrecht. Hammerstein sudjeluje u okupaciji Luksemburga, te nakon toga u borbama kod Neufchateaua i Sedana. Početkom rujna 1914. imenovan je zapovjednikom 1. bojne u 28. pješačkoj pukovniji "von Goeben". S istom sudjeluje u Prvoj bitci na Marni, te potom u borbama u Champagni, nakon čega je u svibnju 1915. pukovnija premještena na bojište u sjevernu Francusku. Tijekom borbi u početnim mjesecima rata dvaput je ranjen. U prosincu 1915. imenovan je zapovjednikom 1. bojne 21. pješačke pukovnije "von Borcke" s kojom u rujnu 1916. sudjeluje u Bitci za Turtucaiau. U listopadu 1916. postaje zapovjednikom 146. mazurske pješačke pukovnije s kojom tog istog mjeseca sudjeluje u Bitci na Crnoj rijeci. U travnju i svibnju iduće, 1917. godine, pukovnija sudjeluje u borbama zapadno od Monastira. 
U proljeće 1918. Hammerstein je sa svojom pukovnijom premješten u Palestinu. Pukovnija je na početku bila u pričuvi osmanske 4. armije sa sjedištem u Saltu. Početkom lipnja 1918. obolio je od tifusa, ali je usprkos bolesti sredinom tog mjeseca primio promaknuće u čin potpukovnika. Nakon oporavka, sredinom rujna ponovno je preuzeo zapovjedništvo nad pukovnijom, te se istaknuo u čuvanju odstupnice u povlačenju nakon Bitke kod Megidda. Nakon bitke Otto Liman von Sanders je predložio da mu se dodijeli najviše njemačko odlikovanje Pour le Mérite, što je car Wilhelm i učinio 1. studenog 1918. Prije kraja rata Hammerstein preuzima zapovjedništvo nad Azijskim korpusom, umjesto Gustava von Oppena koji je umro od kolere.

## Poslije rata
Nakon završetka rata, Hammerstein se u veljači 1919. vraća u Njemačku gdje preuzima zapovjedništvo nad 59. dobrovoljačkom pukovnijom. U lipnju 1919. postaje zapovjednikom brigade Freikorpsa "Olita" u Arysu gdje sudjeluje u borbama na njemačko-poljskoj granici. Od listopada 1919. služi u stožeru 12. pješačke pukovnije Reichswehra, nakon čega je u veljači 1920. imenovan njezinim zapovjednikom. U listopadu te iste godine unaprijeđen je u čin pukovnika. Potom služi u stožeru 6. pješačke pukovnije, te nakon toga od siječnja 1921. u stožeru 2. pješačke pukovnije. Od travnja 1922. do travnja 1923. obnaša dužnost zapovjednika vojnog poligona Münster. Tijekom te službe dodijeljen mu je počasni čin general bojnika. Hammerstein je bio članom paravojne organizacije Željezne kacige (Stahlhelm) u sastavu koje je sudjelovao u paravojnim operacijama protiv Weimarske Republike u Ruhru. Na 25-godišnjicu Bitke kod Tannenberga dodijeljen mu je počasni čin general poručnika.Preminuo je 21. siječnja 1944. u 74. godini života u Hildesheimu.

## Vanjske poveznice
(eng.) Frithjof von Hammerstein-Gesmold na stranici Armedconflicts.com

(njem.) Frithjof von Hammerstein-Gesmold na stranici Archivportal-d.de